# Lliga txecoslovaca de futbol
La Lliga txecoslovaca de futbol fou la màxima competició futbolística de Txecoslovàquia. Es disputà entre 1918 i 1993, any en què fou reemplaçada per les lligues de Txèquia i Eslovàquia (vegeu: Lliga txeca de futbol i Lliga eslovaca de futbol). El 1925 esdevingué un campionat professional.

## Història
Les denominacions de la competició han estat:
- 1925 Lliga de l'Associació (txec: Asociační liga) (equips de Praga)
- 1925–29 Lliga de Bohèmia Central (txec: Středočeská liga) (equips de Praga i Bohèmia Central)
- 1929–34 Lliga de l'Associació (txec: Asociační liga) (expandida a clubs de Moràvia)
- 1934–38 Lliga Estatal (txec: Státní liga) (expandida a clubs eslovacs)
- 1938–44 Lliga de Bohèmia-Moràvia (txec: Národní liga) (Segona Guerra Mundial, divisió de Txecoslovàquia)
- 1945–48 Lliga Estatal (txec: Státní liga) (clubs de tota Txecoslovàquia)
- 1949–50 Campionat Nacional (txec: Celostátní mistrovství)
- 1951–55 Campionat de la República (txec: Mistrovství republiky (1951–52), Přebor republiky (1953–55))
- 1956–93 Primera Lliga (txec: I. liga)[1]

El partit amb més espectadors de la història de la lliga fou entre els clubs Sparta i Slavia de Praga el 4 de setembre de 1965, amb 50.105 espectadors.

## Historial
Font:
- 1918  SK Slavia Praha (1)
- 1919  AC Sparta Praha (1)
- 1920  AC Sparta Praha (2)
- 1921  AC Sparta Praha (3)
- 1922  AC Sparta Praha (4)
- 1923  AC Sparta Praha (5)
- 1924  SK Slavia Praha (2)
- 1925  SK Slavia Praha (3)
- 1925/26  AC Sparta Praha (6)
- 1927  AC Sparta Praha (7)
- 1927/28  SK Viktoria Zizkov (1)
- 1928/29  SK Slavia Praha (4)
- 1929/30  SK Slavia Praha (5)
- 1930/31  SK Slavia Praha (6)
- 1931/32  AC Sparta Praha (8)
- 1932/33  SK Slavia Praha (7)
- 1933/34  SK Slavia Praha (8)
- 1934/35  SK Slavia Praha (9)
- 1935/36  AC Sparta Praha (9)
- 1936/37  SK Slavia Praha (10)
- 1937/38  AC Sparta Praha (10)
- 1938/39 abandonat vegeu txèquia
- 1939-45 no es disputà
- 1945/46  AC Sparta Praha (11)
- 1946/47  SK Slavia Praha (11)
- 1947/48  AC Sparta Praha (12)
- 1948  SK Slavia Praha (no oficial)
- 1949  NV Bratislava (1)
- 1950  NV Bratislava (2)
- 1951  NV Bratislava (3)
- 1952  CKD Sokolovo Praha (13)
- 1953  ÚDA Praha (1)
- 1954  Spartak Praha Sokolovo (14)
- 1955  Slovan Bratislava (4)
- 1956  Dukla Praha (2)
- 1957/58  Dukla Praha (3)
- 1958/59  Cervená hviezda Bratislava (1)
- 1959/60  Spartak Hradec Králové (1)
- 1960/61  Dukla Praha (4)
- 1961/62  Dukla Praha (5)
- 1962/63  Dukla Praha (6)
- 1963/64  Dukla Praha (7)
- 1964/65  Sparta CKD Praha (15)
- 1965/66  Dukla Praha (8)
- 1966/67  Sparta Praha (16)
- 1967/68  Spartak Trnava (1)
- 1968/69  Spartak Trnava (2)
- 1969/70  Slovan Bratislava (5)
- 1970/71  Spartak Trnava (3)
- 1971/72  Spartak Trnava (4)
- 1972/73  Spartak Trnava (5)
- 1973/74  Slovan Bratislava (6)
- 1974/75  Slovan Bratislava (7)
- 1975/76  Baník Ostrava (1)
- 1976/77  Dukla Praha (9)
- 1977/78  Zbrojovka Brno (1)
- 1978/79  Dukla Praha (10)
- 1979/80  Baník Ostrava (2)
- 1980/81  Baník Ostrava (3)
- 1981/82  Dukla Praha (11)
- 1982/83  Bohemians Praha (1)
- 1983/84  Sparta Praha (17)
- 1984/85  Sparta Praha (18)
- 1985/86  TJ Vítkovice (1)
- 1986/87  Sparta Praha (19)
- 1987/88  Sparta Praha (21)
- 1988/89  Sparta Praha (22)
- 1989/90  Sparta Praha (23)
- 1990/91  Sparta Praha (24)
- 1991/92  Slovan Bratislava (8)
- 1992/93  Sparta Praha (25)